# Notrecht
Als Notrecht (französisch droit de nécessité, italienisch diritto di necessità, rätoromanisch dretg d’urgenza) werden in der Schweiz staatliche Massnahmen bezeichnet, die nicht im Rahmen der normalen demokratischen Kompetenzordnung getroffen werden. 
Staatliches Handeln ist im demokratischen Rechtsstaat in der Regel nur auf der Grundlage eines Gesetzes zulässig. Zuständig für die Gesetzgebung ist das demokratisch gewählte, repräsentativ zusammengesetzte Parlament (die Bundesversammlung), unter Vorbehalt des Referendumsrechts des Volkes. Diese demokratischen Verfahren brauchen Zeit. Nun gibt es aber Situationen, in welchen unverzüglich dringliche Massnahmen getroffen werden müssen, um schwerwiegende Störungen der öffentlichen Ordnung und Sicherheit abzuwenden. Das Notrecht dient dazu, in solchen Situationen die Handlungsfähigkeit des Staates zu wahren.
Der Begriff «Notrecht» kommt im geschriebenen schweizerischen Recht allerdings nicht vor. Das führt zu einer «Mehrdeutigkeit» bzw. «Unschärfe des Notrechtsbegriffs». Unbestritten sachgemäss ist die Verwendung des Begriffes für das extrakonstitutionelle – also ungeschriebene – Notrecht im engeren Sinne, wie es letztmals im Zweiten Weltkrieg zur Anwendung gelangt ist (Vollmachtenregime). Im allgemeinen Sprachgebrauch wird der Begriff aber vor allem auch für das konstitutionelle Notrecht verwendet, d. h. für das Notverordnungsrecht der Regierung, das zwar eine Verfassungsgrundlage, aber keine Gesetzesgrundlage hat. Diese Begriffsverwendung wird von der Staatsrechtslehre teilweise kritisiert, weil dadurch der grundlegende Unterschied verwischt wird zwischen dem extrakonstitutionellen Notrecht, mit welchem das Parlament der Regierung umfassende Vollmachten erteilt, und dem Notverordnungsrecht der Regierung, welches nur unter restriktiven Voraussetzungen für kurze Zeiträume Geltung haben darf.

## Konstitutionelles Notverordnungsrecht des Bundesrates und der Bundesversammlung
Das Notverordnungsrecht des Bundesrates «gelangt bei schweren Störungen der öffentlichen Ordnung und Sicherheit zur Anwendung und ist damit ein Notinstrument, das die staatliche Handlungsfähigkeit sicherstellen soll, wenn die gegebenen Instrumente der Rechtsordnung nicht ausreichen. (…) Das Verfahren der ordentlichen und/oder dringlichen Gesetzgebung kann (…) nicht abgewartet werden».
Die Gesetzgebung bei Dringlichkeit wird manchmal auch als «Notrecht» bezeichnet, was aber unzutreffend ist. Dieses Dringlichkeitsrecht hat zwar auch eine vorübergehende Abweichung von der normalen demokratischen Kompetenzordnung zur Folge; es dient aber nicht nur zur Bewältigung von Notlagen und ist ordentliches Gesetzesrecht.

### Rechtliche Grundlagen
Gemäss Art. 185 Abs. 3 der Bundesverfassung (BV) kann der Bundesrat «unmittelbar gestützt auf diesen Artikel, Verordnungen oder Verfügungen erlassen, um eingetretenen oder unmittelbar drohenden schweren Störungen der öffentlichen Ordnung oder der inneren oder äusseren Sicherheit zu begegnen. Solche Verordnungen sind zu befristen.» «Unmittelbar gestützt auf diesen Artikel» bedeutet, dass diese Verordnungen und Verfügungen anders als im Regelfall keine Grundlage in einem Gesetz haben müssen. Verordnungen sind generell-abstrakte rechtsetzende Bestimmungen (siehe die Definition in Art. 22 Abs. 4 Parlamentsgesetz); Verfügungen sind Anordnungen in einem konkreten Einzelfall.
Die erwähnten Verordnungen des Bundesrates werden als Notverordnungen bezeichnet. Sie oder entsprechende Verfügungen sind nur zulässig, wenn sie dem definierten Zweck dienen. Gemäss Praxis und Doktrin müssen kumulativ folgende Voraussetzungen erfüllt sein:
- Ein fundamentales Rechtsgut ist betroffen.
- Es gilt, eine schwere und unmittelbare Gefahr für dieses Rechtsgut abzuwenden.
- Es ist zeitliche Dringlichkeit gegeben.
- Es stehen für die Gefahrenabwendung keine geeigneten gesetzlichen Grundlagen zur Verfügung und es ist nicht möglich, rechtzeitig eine gesetzliche Grundlage zu schaffen.

Der Begriff des fundamentalen Rechtsgutes ist restriktiv zu verstehen. Es geht um Rechtsgüter, die für Private (Leib, Leben, Gesundheit) und den Staat (innerer/äusserer Frieden, äussere Unabhängigkeit) von existentieller Bedeutung sind. Diese Rechtsgüter können z. B. betroffen sein durch schwere Unruhen, militärische oder terroristische Bedrohungen, Naturkatastrophen, Epidemien, u. ä.
In der Rechtslehre umstritten ist, ob auch wirtschafts- und sozialpolitische Massnahmen, wie sie der Bundesrat in der neueren Praxis (siehe unten) getroffen hat, als Gegenstand von Notverordnungen zulässig sind. Dagegen spricht, dass damit der primär sicherheitsrechtliche Begriff der «Störung der öffentlichen Ordnung» sehr weit ausgelegt wird; bei der Entstehung der Verfassungsbestimmung war davon nicht die Rede. Dafür spricht, dass die engere Auslegung den Staat hindern kann, bestimmten ausserordentlichen Lagen gerecht zu werden. Das Beispiel der Corona-Krise (siehe unten) zeigt, dass eine ausserordentliche Lage auch zu einem wirtschaftlichen Desaster führen kann, welches nur durch Notverordnungsrecht abgewendet oder zumindest gelindert werden kann.
Art. 185 Abs. 3 BV begründet kein extrakonstitutionelles Recht (siehe dazu unten) und gibt damit dem Bundesrat keine umfassende Vollmacht, von der Bundesverfassung abzuweichen. Es handelt sich um verfassungsmässiges Notrecht; seine Anwendung muss im Rahmen der Bundesverfassung erfolgen. Insbesondere sind die «Grundsätze rechtsstaatlichen Handelns» (Art. 5) einzuhalten, d. h., das Notrecht muss «im öffentlichen Interesse liegen und verhältnismässig sein.» Art. 36 erlaubt «Einschränkungen von Grundrechten» im Falle von «ernster, unmittelbarer und nicht anders abwendbarer Gefahr» auch ohne Grundlage im Gesetz, sondern eben z. B. auf der Grundlage einer Notverordnung. Art. 36 Abs. 4 legt aber fest: «Der Kerngehalt der Grundrechte ist unantastbar». Ein Eingriff in die verfassungsmässigen Zuständigkeiten der Kantone erscheint als zulässig, sofern davon auszugehen ist, dass eine Notlage nicht im Rahmen der Zuständigkeiten der Kantone behoben werden kann.
Uneinigkeit besteht in der Rechtslehre darüber, ob Notrecht des Bundesrates im Widerspruch zu bestehendem Gesetzesrecht stehen darf (contra legem) oder ob es nur in Ergänzung zu diesem Recht (praeter legem) erlassen werden darf. Für die letztere Auffassung spricht insbesondere, dass der Bundesrat selbst in seinen erläuternden Ausführungen zum Entwurf der Bundesverfassung im Jahre 1996 festgehalten hatte: Die Anordnungen «dürfen nicht im Widerspruch zu Erlassen der Bundesversammlung stehen». In der neueren Praxis (siehe dazu unten) hat sich der Bundesrat aber nicht an diese Beschränkung gehalten. Die neuere Lehre billigt teilweise diese Kursänderung. Es liege in der Natur des Notrechts, dass sein Zweck in bestimmten Situationen nur mit sachlich notwendigen Massnahmen erreicht werden kann, die im Widerspruch zu geltendem Recht stehen.
Der Bundesrat darf eine Notverordnung nur dann erlassen, wenn eine Beschlussfassung durch das Parlament nicht abgewartet werden kann. «Notrecht ist nie eine Alternative, wenn es möglich ist, das Parlament zu befragen» (Votum von Bundesrätin Widmer-Schlumpf am 19. Juni 2013 im Ständerat).
Die Bundesversammlung kann gegebenenfalls Notverordnungen des Bundesrates korrigieren oder ergänzen. Gemäss Art. 173 Abs. 1 Bst. c BV ist auch sie zuständig, Verordnungen oder einfache Bundesbeschlüsse (letztere entsprechen den Verfügungen des Bundesrates) «zur Wahrung der inneren Sicherheit» zu erlassen, «wenn ausserordentliche Umstände es erfordern.» Diese Zweckbestimmung für Notrecht ist also allgemeiner gehalten als diejenige für das Notrecht des Bundesrates. Da die Bundesversammlung dem Bundesrat übergeordnet ist, haben ihre Massnahmen Vorrang vor solchen des Bundesrates.
Der Zweck der von der Bundesverfassung vorgeschriebenen Befristung von Notverordnungen des Bundesrates liegt darin, dass Notrecht nur so lange gelten darf, als die dafür notwendigen Voraussetzungen gegeben sind. Soll es für eine längere Zeitdauer gelten, so ist es so rasch wie möglich in ordentliches Gesetzesrecht überzuführen, das durch die Bundesversammlung beschlossen wird und dem fakultativen (im Falle eines dringlichen Bundesgesetzes nachträglichen) Referendum untersteht. Der Erreichung dieses Ziels soll das aufgrund einer parlamentarischen Initiative ausgearbeitete Bundesgesetz vom 17. Dezember 2010 mit dem programmatischen Titel «Wahrung von Demokratie, Rechtsstaat und Handlungsfähigkeit des Staates in ausserordentlichen Lagen» dienen. Danach tritt die Verordnung des Bundesrates ausser Kraft, wenn er nicht innert sechs Monaten nach ihrem Inkrafttreten der Bundesversammlung den Entwurf einer gesetzlichen Grundlage für den Inhalt der Verordnung oder den Entwurf einer Notverordnung der Bundesversammlung, welche die Notverordnung des Bundesrates ersetzt, unterbreitet (Art. 7d Abs. 2 RVOG). Die maximal zulässige Geltungsdauer einer Notverordnung der Bundesversammlung ist auf drei Jahre befristet (Art. 7d Abs. 3 RVOG). Mit der Gesetzesänderung wurde auch eine Informationspflicht des Bundesrates eingeführt, falls er eine Notverfügung erlässt. Er muss in diesem Fall die Geschäftsprüfungsdelegation der Eidgenössischen Räte innert 24 Stunden informieren (Art. 7e Abs. 2 RVOG).

### Praxis
Beispiele von Notrecht seit dem Inkrafttreten der geltenden BV (1. Januar 2000):
- Die Massnahmen gegen die Gruppierung «Al Qaïda» und ähnliche terroristische Organisationen liefern ein Beispiel für die Problematik einer zeitgerechten Überführung einer Notverordnung in ordentliches Gesetzesrecht sowie das bisher einzige Beispiel einer Notverordnung der Bundesversammlung. Mangels gesetzlicher Grundlage verbot der Bundesrat mit Notverordnung vom 7. November 2001 die Gruppierung «Al Qaïda». Diese Verordnung war auf zwei Jahre befristet und wurde dreimal verlängert, was von der Rechtslehre als «verfassungsrechtlich nicht haltbar» verurteilt wurde.[12] Infolge der neuen Befristungsregeln des Bundesgesetzes über die «Wahrung von Demokratie, Rechtsstaat und Handlungsfähigkeit des Staates in ausserordentlichen Lagen» wurde die Verordnung des Bundesrates durch eine Verordnung der Bundesversammlung vom 23. Dezember 2011 ersetzt. Diese auf drei Jahre befristete Verordnung wurde durch das dringliche Bundesgesetz vom 12. Dezember 2014 abgelöst, welches nach Ablauf seiner vierjährigen Geltungsfrist verlängert werden musste, weil eine dauerhafte gesetzliche Grundlage nach wie vor nicht hergestellt werden konnte.[13]
- Die Beschlüsse des Bundesrates in den Jahren 2007 und 2008, während eines laufenden Ermittlungsverfahrens gegen Personen, die der Mitwirkung an Plänen für die Konstruktion von Atomwaffen verdächtigt wurden, alle beschlagnahmten Akten zu vernichten, sind Beispiele für rechtlich umstrittene Notverfügungen des Bundesrates (Fall Tinner).[14] Dieser Fall trug massgeblich dazu bei, dass mit der Gesetzesänderung vom 17. Dezember 2010 eine Informationspflicht des Bundesrates gegenüber dem zuständigen Organ des Parlamentes eingeführt wurde (siehe oben).[15]
- Im Zusammenhang mit der weltweiten Finanzkrise des Jahres 2008 hat der Bundesrat am 15. Oktober 2008 ein Massnahmenpaket zur Stärkung des schweizerischen Finanzsystems beschlossen. Rechtsgrundlage für einen dringlichen Kredit (siehe dazu unten) zur Rekapitalisierung der UBS in der Höhe von 6 Milliarden Franken bildete eine Notverordnung. Mit dieser wirtschaftspolitischen Massnahme wurde erstmals der bisher geltende sicherheitsrechtliche Rahmen des Notverordnungsrechts gesprengt, was sowohl im Parlament Bedenken auslöste[16] als auch in der Rechtslehre Widerspruch weckte.[17] Dem wurde entgegengehalten, dass aus ökonomischer Sicht unzweifelhaft dringender Handlungsbedarf und ein sehr grosses öffentliches Interesse an einer Intervention bestand (Problematik des «too big to fail»).[18]
- Während im Falle der oben angeführten Beispiele Notrecht in thematisch eng begrenzten Gebieten zur Anwendung gelangte, hat der Bundesrat in Folge der COVID-19-Pandemie im Frühling 2020 zum ersten Mal seit dem 2. Weltkrieg umfassend auf Notrecht zurückgegriffen.[19] Neben der grundlegenden, insbesondere gesundheitspolizeiliche Anordnungen enthaltenden «Verordnung über Massnahmen zur Bekämpfung des Coronavirus (COVID-19)» vom 28. Februar 2020, abgelöst durch die Verordnung 2 mit identischem Titel vom 13. März 2020, beschloss der Bundesrat zahlreiche weitere Notrechtsverordnungen zu folgenden Themenbereichen (in chronologischer Reihenfolge): Fristenstillstand bei eidgenössischen Volksbegehren, Stillstand der Fristen in Zivil- und Verwaltungsverfahren, Kultur, Erwerbsausfall, Arbeitslosenversicherung, Stellenmeldepflicht, berufliche Vorsorge, Solidarbürgschaften, Miete und Pacht, Asyl, Justiz- und Verfahrensrecht, Insolvenzrecht, Entschädigung der Angehörigen der Armee, gymnasiale Maturitätsprüfungen.[20] Die Bundesversammlung hatte im Rahmen der ausserordentlichen Session vom 4. bis 6. Mai 2020 Gelegenheit, die notrechtlichen Massnahmen des Bundesrates zu diskutieren und gegebenenfalls zu korrigieren. Sie verzichtete darauf, mit übergeordneten eigenen Notverordnungen die Notverordnungen des Bundesrates unmittelbar zu korrigieren, beauftragte diesen aber mit einigen angenommenen Motionen, seine Massnahmen zu ergänzen oder zu korrigieren.[21] Die Bewältigung der Corona-Krise zeigt auch, dass die Bundesversammlung nötigenfalls sehr rasch gesetzliche Grundlagen schaffen kann und damit der Griff zum Notrecht vermieden werden kann. Der Bundesrat unterbreitete der Bundesversammlung am 29. April 2020 den Entwurf einer dringlichen Änderung des Luftfahrtgesetzes. Das Gesetz wurde am 6. Mai 2020 von der Bundesversammlung angenommen und auf den 7. Mai 2020 in Kraft gesetzt.[22] Am 20. Mai 2020 hat der Bundesrat den Entwurf einer gesetzlichen Grundlage zur Einführung der Corona-Warn-App (CoronaProximity-Tracing-App) vorgelegt. Die Bundesversammlung hat die nötige Änderung des Epidemiengesetzes am 19. Juni 2020 angenommen und dringlich erklärt.[23] Damit die Notverordnungen des Bundesrates sechs Monate nach ihrem Erlass nicht dahinfallen (Art. 7d Abs. 2 RVOG), hat der Bundesrat am 12. August 2020 der Bundesversammlung den Entwurf des Bundesgesetzes über die gesetzlichen Grundlagen für Verordnungen des Bundesrates zur Bewältigung der Covid 19-Epidemie (Covid-19-Gesetz) unterbreitet. Die Bundesversammlung hat den Entwurf in der Herbstsession 2020 intensiv beraten, mit einigen Änderungen am 25. September 2020 angenommen, dringlich erklärt und auf den 26. September 2020 in Kraft gesetzt.[24]
- Zur Behebung des Liquidätsengpasses der Grossbank Credit Suisse beschloss der Bundesrat am 16. März 2023, gestützt auf Art. 184 Abs. 3 und 185 Abs. 3 BV, die Verordnung über zusätzliche Liquiditätshilfe-Darlehen und die Gewährung von Ausfallgarantien des Bundes für Liquiditätshilfe-Darlehen der Schweizerischen Nationalbank an systemrelevante Banken. Am 19. März 2023 ergänzte er diese Verordnung mit Bestimmungen, welche die gleichentags beschlossene Übernahme der Credit Suisse durch die UBS erleichtern sollte; insbesondere wurde damit festgelegt, dass die Zustimmung der Aktionäre von Credit Suisse und UBS zu dieser Transaktion nicht erforderlich ist, was nach Auffassung von Peter V. Kunz, Professor für Wirtschaftsrecht, eine weitgehende Enteignung der Aktionäre der Credit Suisse bedeutet.[25] Im Gegensatz zu Peter V. Kunz findet Urs Saxer, Rechtsprofessor der Universität Zürich, dass das Handeln der Regierung in diesem Fall nicht im rechtsfreien Raum stattfand. Er macht Vorschläge, wie in Zukunft die demokratische Kontrolle ausgebaut werden könnte.[26] In diesem Fall bildet die Verordnung Rechtsgrundlage für zwei dringliche Kredite (siehe dazu unten) für insgesamt 109 Milliarden Franken. Die Verordnung musste aufgrund von Art. 7d RVOG für eine Geltungsdauer von sechs Monaten befristet werden.[27]

## Dringliche Finanzbeschlüsse
Dringliche Finanzbeschlüsse gelangen zwar auch ausserhalb von eigentlichen Notlagen zur Anwendung. Weil Notverordnungen des Bundesrates in bestimmten Situationen nur zusammen mit solchen Finanzbeschlüssen umgesetzt werden können, ist es gerechtfertigt, sie hier in diesem Zusammenhang darzustellen.

### Rechtsgrundlagen
Die Bundesverfassung weist dem Bundesrat zwar die Zuständigkeit zum Erlass von rechtsetzenden Bestimmungen und Verfügungen in ausserordentlichen Lagen zu (siehe oben). Aber es gibt kein verfassungsmässiges Finanznotrecht. Gemäss Art. 167 muss die Bundesversammlung alle Ausgaben bewilligen, indem sie die Voranschlags- und Verpflichtungskredite genehmigt. Anders als in anderen Staaten haben der Voranschlag (das Budget) und andere Ausgabenbeschlüsse in der Schweiz keinen rechtsetzenden Charakter; diese Beschlüsse werden daher nicht in die Form eines Gesetzes, sondern eines Bundesbeschlusses gekleidet, der nicht dem Referendum untersteht.
Damit Notverordnungen umgesetzt werden können, müssen aber häufig auch die für die Umsetzung nötigen Ausgaben unverzüglich beschlossen werden können. Ein Zusammentreten der Bundesversammlung kann nicht immer abgewartet werden. Für solche Fälle delegieren Art. 28 und Art. 34 des Finanzhaushaltgesetzes die Zuständigkeit zur vorgängigen Zustimmung an die Finanzdelegation der Eidgenössischen Räte. Der Bundesrat muss die dringlichen Verpflichtungskredite und dringlichen Nachtragskredite (Nachträge zum bewilligten Voranschlag eines Jahres) der Bundesversammlung zur nachträglichen Genehmigung unterbreiten. Überschreitet die dringliche Verpflichtung bzw. der dringliche Aufwand 500 Millionen Franken und verlangt ein Viertel der Mitglieder eines Rates oder der Bundesrat innert einer Woche nach der Zustimmung der Finanzdelegation die Einberufung der Bundesversammlung zu einer ausserordentlichen Session, so muss diese in der dritten Kalenderwoche nach der Einreichung des Begehrens stattfinden. Der Zweck dieses Verfahrens liegt darin, dass politisch umstrittene Kredite baldmöglichst die notwendige demokratische Legitimation erhalten. Die unbefriedigende Situation, dass das Parlament bloss noch vollendete Tatsachen nachträglich absegnen kann, wird – ja nach Umständen des einzelnen Falles – wenigstens teilweise gemildert. Verweigert die Bundesversammlung ihre Zustimmung – was in der Praxis (siehe unten) am 12. April 2023 erstmals geschehen ist –, so werden noch nicht ausgeführte Zahlungen gestoppt oder ein durch den dringlichen Kredit ermöglichter, aber noch nicht abgeschlossener Vertrag darf nicht mehr eingegangen werden. Bereits erfolgte Zahlungen könnten aber nicht rückgängig gemacht werden; die Sanktion der Bundesversammlung wäre immerhin politischer Natur. Anhand der konkreten Umstände des Einzelfalls zu prüfen wäre, wieweit eingegangene Verpflichtungen, die noch keine Zahlungen zur Folge hatten, trotz Ablehnung durch die Bundesversammlung erfüllt werden müssen.

### Praxis
Dringliche Kredite, welche die Bundesversammlung erst nachträglich genehmigt, gehören zur normalen Praxis und haben in den meisten Fällen nichts zu tun mit einer ausserordentlichen Lage und der notwendigen Umsetzung einer Notverordnung. Das zeigt der Jahresbericht der Finanzdelegation über ihre Tätigkeit im Jahre 2019, der einen Überblick über die Praxis der Jahre 2009–2019 gibt. Der Bundesrat hat in diesen elf Jahren der Finanzdelegation insgesamt 36 dringliche Nachtragskredite im Gesamtumfang von 314,2 Millionen Franken zur Genehmigung unterbreitet. Die Finanzdelegation hat 34 Nachtragskredite (total 302 Millionen) genehmigt und zwei (total 12,2 Millionen) abgelehnt. Ferner hat sie im Jahre 2019 einen dringlichen Verpflichtungskredit genehmigt, erstmals wieder seit 2008.
Dringliche Kredite in ausserordentlicher Höhe zur Behebung von Notsituationen wurden in den Jahren 2001, 2008, 2020, 2022 und 2023 gesprochen:
- Nach dem «Swissair-Grounding» am 2. Oktober 2001 hat die Bundesversammlung an einer ausserordentlichen Session am 17. November 2001 den Entwurf des Bundesrates vom 7. November 2001 für einen «Bundesbeschluss über die Finanzierung des Redimensionierungskonzeptes für die nationale Zivilluftfahrt»[31] angenommen. Dieser Finanzierungsbeschluss hatte eine gesetzliche Grundlage im Luftfahrtgesetz, musste aber wie alle anderen Finanzbeschlüsse von der Bundesversammlung genehmigt werden. Diese stand dabei vor einem «Fait accompli»: Der Bundesrat hatte im dringlichen Verfahren bereits im Oktober 2001 mit Zustimmung der Finanzdelegation Kredite in der Höhe von 3,8 Milliarden Franken gesprochen. Im Parlament weckte dieses Vorgehen Opposition; im Nationalrat wurde der Bundesbeschluss mit 110 zu 56, im Ständerat mit 36 zu 3 Stimmen angenommen.[32] In der Folge wurde in zwei Anläufen für Gesetzesänderungen versucht, die Zuständigkeiten des Bundesrates und der Finanzdelegation zu beschränken. Kredite über 250 Millionen Franken sollten in jedem Fall vorgängig von der Bundesversammlung genehmigt werden müssen. Der Nationalrat stimmte dieser Änderung zu, der Ständerat lehnte sie aber zweimal ab.[33]
- Die Rekapitalisierung der UBS im Jahre 2008 löste Kritik aus nicht nur wegen ihrer Rechtsgrundlage in Form einer Notverordnung des Bundesrates (siehe dazu oben), sondern auch wegen des Verfahrens der Bewilligung des Nachtragskredites in der Höhe von 6 Milliarden Franken. Während die Notverordnung in der Zuständigkeit des Bundesrates lag, musste dieser Kredit von der Bundesversammlung nachträglich genehmigt werden, nachdem der Bundesrat mit Zustimmung der Finanzdelegation die entsprechende Verpflichtung bereits eingegangen war. Im Dezember 2008 wurde der Bundesbeschluss vom Nationalrat mit 116 zu 55, vom Ständerat mit 22 zu 2 Stimmen bei 7 Enthaltungen angenommen.[34] In der Folge wurde erneut eine Änderung des Verfahrens der dringlichen Kreditbewilligung gefordert. Eine Begrenzung der Zuständigkeiten von Bundesrat und Finanzdelegation wurde wieder abgelehnt. Erfolgreich war aber der Vorschlag, dass politisch umstrittene Kredite neu in verbindlichen kurzen Fristen vor die Bundesversammlung gebracht werden können (zu den Einzelheiten siehe oben).
- Dringliche Kredite in vorher nie erreichter Höhe von rund 57 Milliarden Franken wurden im März und April 2020 in der Folge der Corona-Krise vom Bundesrat mit Zustimmung der Finanzdelegation beschlossen und von der Bundesversammlung in der ausserordentlichen Session vom 4. bis 6. Mai 2020 nachträglich genehmigt und dabei noch leicht aufgestockt. Die dringlichen Kredite wurden anders als in den Fällen «Swissair» und «UBS» nicht mit einer gesonderten Botschaft des Bundesrates unterbreitet und erläutert, sondern im Rahmen des Nachtrags I zum Voranschlag 2020 behandelt[35]. Die dringlichen Kredite wurden als «Nachmeldungen» zu diesem Geschäft in Form von Briefen des Bundesrates an die Finanzkommissionen vom 20. März[36] und 16. April[37] 2020 unterbreitet. Anders als in den Fällen «Swissair» und «UBS» gab es in den Eidgenössischen Räten kaum grundsätzliche Kritik an den dringlichen Krediten. Der Nationalrat stimmte dem Nachtrag I mit 192 zu 3 Stimmen bei 2 Enthaltungen, der Ständerat sogar einstimmig zu. Anlass zu Kritik am Vorgehen schufen die Ratsbüros,[38] indem sie mit Beschlüssen vom 19. und 26. März 2020 die Kommissionen der Eidgenössischen Räte hinderten, sich frühzeitig mit den bundesrätlichen Massnahmen zu beschäftigen.[39] Nachdem der Bundesrat und 31 Mitglieder des Ständerates am 23. bzw. 25. März 2020 die Einberufung einer ausserordentlichen Session gefordert hatten, hätten die Ratsbüros diese Session gemäss Artikel 28 und 34 des Finanzhaushaltgesetzes (siehe oben) für die dritte folgende Kalenderwoche, also im Zeitraum vom 14. bis 17. April einberufen müssen; die Session fand aber erst drei Wochen später statt.[40]
- Am 5. September 2022 beschloss der Bundesrat mit Zustimmung der Finanzdelegation einen Vorschuss von 4 Milliarden Franken für Finanzhilfen in Form eines Darlehens an die Axpo Holding AG und einen dringlichen Verpflichtungskredit von 10 Milliarden Franken im Zusammenhang mit der Aktivierung des Rettungsschirms für alle systemkritischen Stromunternehmen.[41] Rechtsgrundlage dieser Finanzbeschlüsse war eine auf Art. 185 Abs. 3 der Bundesverfassung gestützte Notverordnung des Bundesrates[42] (siehe dazu oben). Eine gesetzliche Grundlage war zu diesem Zeitpunkt noch in Beratung der Eidgenössischen Räte. Die dringlichen Kredite sollten eine temporäre Liquiditätsunterstützung der Axpo ermöglichen und verhindern, dass die Axpo und in Zukunft andere systemrelevante Elektrizitätsunternehmen in Liquiditätsprobleme geraten, welche die Energieversorgung der Schweiz gefährden könnten. Nachdem die Fraktion der Schweizerischen Volkspartei (SVP) die Einberufung einer ausserordentlichen Session verlangt hatte, haben die Eidgenössischen Räte am 28. September 2022 den Kredit von 4 Milliarden Franken mit dem «Bundesbeschluss I über den Nachtrag II zum Voranschlag 2022» genehmigt.[43] Mit dem am 30. September 2022 beschlossenen und dringlich erklärten «Bundesgesetz über subsidiäre Finanzhilfen zur Rettung systemkritischer Unternehmen der Elektrizitätswirtschaft (FiREG)» hat die Bundesversammlung zudem die gesetzliche Grundlage für derartige Kredite geschaffen und gleichzeitig gestützt auf dieses Gesetz einen Verpflichtungskredit in der Höhe von 10 Milliarden Franken bewilligt.[44]
- Im Zusammenhang mit der Liquiditätskrise der Grossbank Credit Suisse und ihrer Übernahme durch die UBS hat der Bundesrat am 19. März 2023 zwei dringliche Kredite zur Sicherung der Stabilität des Finanzmarktes beschlossen. 100 Milliarden Franken sind für die Gewährung einer Ausfallgarantie des Bundes für Liquiditätshilfe-Darlehen der Schweizerischen Nationalbank an die Credit Suisse bestimmt. Weitere 9 Milliarden Franken dienen der Gewährung einer Garantie des Bundes an die UBS zur Verlustabsicherung abzuwickelnder Aktiven der übernommenen Bank.[27] Während die Notverordnung, welche die Rechtsgrundlage für diese Kredite bildet, in der Zuständigkeit des Bundesrates liegt (siehe oben), musste diesen Krediten die Finanzdelegation der Eidgenössischen Räte vorgängig zustimmen.[45] Zudem bedürfen sie der nachträglichen Zustimmung der Bundesversammlung. Ein Viertel der Mitglieder eines Rates hat innert einer Woche nach der Zustimmung der Finanzdelegation die Einberufung einer ausserordentlichen Session gefordert.[46] Diese Session fand vom 11. bis 12. April 2023 statt; das Parlament hat die dringlichen Kredite abgelehnt.

## Extrakonstitutionelles Notrecht
In der Geschichte des schweizerischen Bundesstaates seit 1848 sind auch äusserst schwere ausserordentliche Lagen eingetreten, in welchen der Bestand der Schweiz als Staat bedroht war. Die Bundesversammlung hat am 3. August 1914 zu Beginn des Ersten Weltkrieges einen Bundesbeschluss angenommen, der dem Bundesrat «unbeschränkte Vollmacht» erteilte «zur Vornahme aller Massnahmen, die für die Belange der Sicherheit, Integrität und Neutralität der Schweiz und zur Wahrung des Kredites und der wirtschaftlichen Interessen des Landes, insbesondere auch zur Sicherung des Lebensunterhaltes, erforderlich werden.» Fast identisch ist der Wortlaut des «Vollmachtenbeschlusses» vom 30. August 1939 kurz vor Beginn des Zweiten Weltkrieges. Die Bundesversammlung hat diese Beschlüsse gefasst, obwohl die Bundesverfassung sie dafür nicht ausdrücklich als zuständig erklärt. Das sog. «Vollmachtenregime» ist daher extrakonstitutionelles Notrecht; man spricht auch von Staatsnotstand. Andere Staaten haben dafür eine eigene rechtliche Grundlage geschaffen (z. B. die Notstandsgesetze der Bundesrepublik Deutschland). In der Schweiz wurde auf die Schaffung eines geschriebenen Notrechtsartikels bewusst verzichtet, «weil ein solcher bei weiter Fassung einer übermässigen Ausdehnung des Notrechts geradezu Vorschub leisten, bei enger Fassung hingegen im wirklichen Notfall oft nicht genügen würde». Die neuere Staatsrechtslehre ist sich einig, dass auch heute solche Vollmachtenbeschlüsse zulässig wären. Voraussetzung dafür müsste eine existenzielle Bedrohung der Schweiz und ihrer Bevölkerung sein; denkbar wären ausser bewaffneten Konflikten auch allerschwerste Katastrophen. Auch im extrakonstitutionellen Notrecht müssen das zwingende Völkerrecht, die notstandsfesten Garantien der Grundrechte (Art. 15 Abs. 2 EMRK und Art. 4 Abs. 2 UNO-Pakt II) und das Kriegsvölkerrecht beachtet werden.

## Weblink
- Parlamentswörterbuch: Notstandsrecht